# Libano ai Giochi della XX Olimpiade
Il Libano partecipò ai Giochi della XX Olimpiade che si sono svolti a Monaco di Baviera dal 26 agosto all'11 settembre 1972, con una delegazione di 19 atleti impegnati in 9 discipline. Il bottino della squadra, alla sua sesta partecipazione ai Giochi estivi, fu di una medaglia d'argento conquistata da Mohamed Kheir Tarabulsi nel sollevamento pesi.

## Medaglie
| Medaglia | Nome                    | Sport             | Evento    |
| -------- | ----------------------- | ----------------- | --------- |
| Argento  | Mohamed Kheir Tarabulsi | Sollevamento pesi | Pesi medi |